# Archie Carr
Archie Fairly Carr, Jr., född 16 juni 1909 i Mobile, Alabama, död 21 maj 1987 i Micanopy, Florida, var en amerikansk herpetolog, ekolog och naturvårdare.